# 마라톤 (그리스)
마라톤(그리스어: Μαραθώνας 마라토나스[*], 고대 그리스어/카타레부사 그리스어: Μαραθών 마라톤[*])은 그리스의 도시이자 숫자가 열세이던 아테네가 페르시아에 승리를 거둔 기원전 490년 마라톤 전투가 벌어진 장소이다. 마라톤 전투에서 그리스의 전령인 페이디피데스가 전투의 승전을 알리기 위해 마라톤에서 아테네까지 뛰었다는 전설이 있는데, 이것이 현대 마라톤 경주의 기원이 되었다. 현재는 동아티키현의 일부로, 아테네의 교외 지역이자 인기 많은 휴향 도시 및 농업 중심지이다.

## 역사

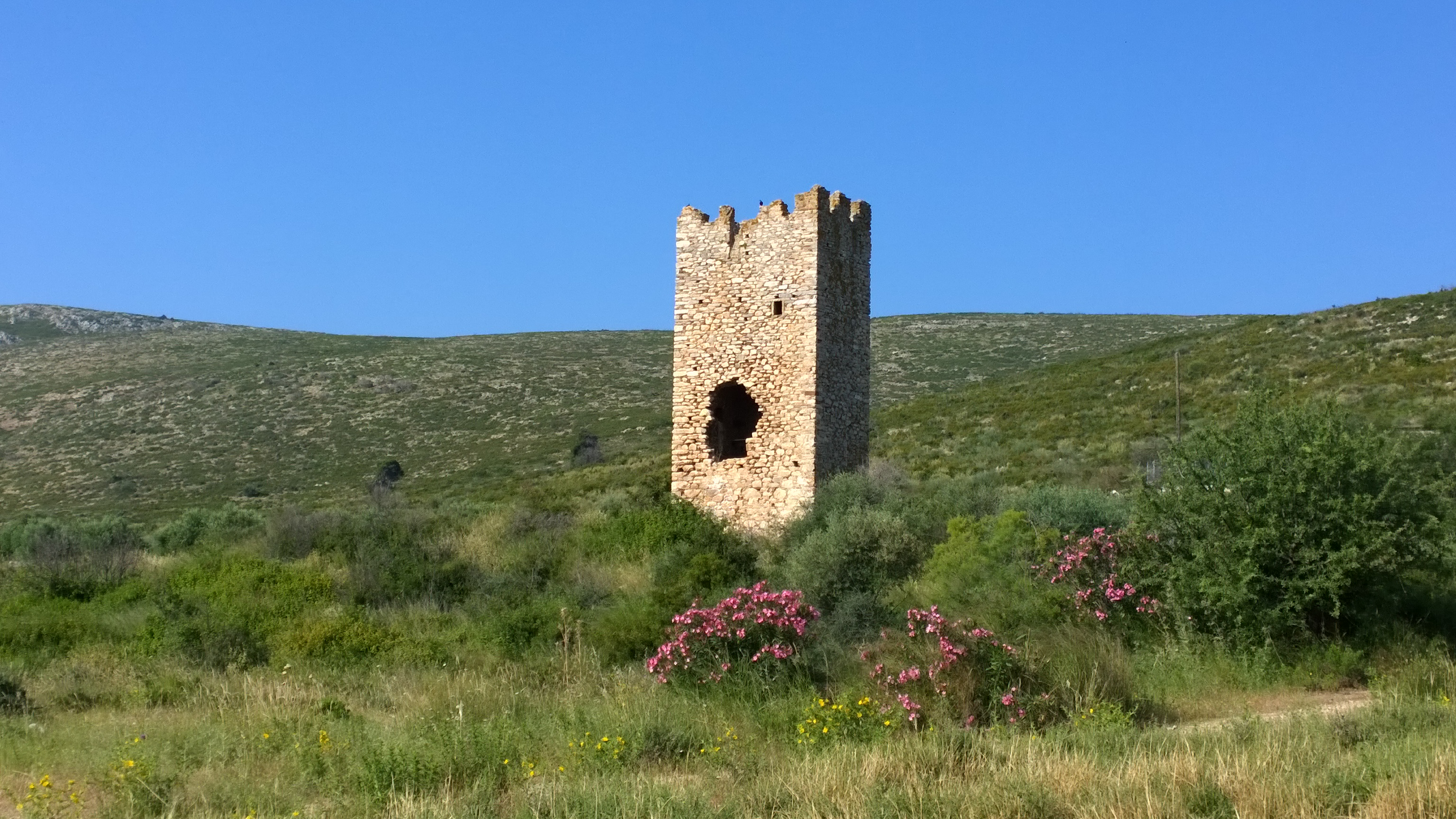
마라톤 인근의 프랑크족의 탑 유적

마라톤 (Μαραθών)이라는 지명은 고대 그리스어로 마라톤 (μάραθον) 또는 마라토스 (μάραθος)라고 하는 허브인 회향에서 유래했으며, 따라서 마라톤은 '회향으로 가득한 곳'을 의미한다.
이 도시는 회향이 가득한 장소였기 때문에 이름이 명명되었을 것으로 여겨진다.
고대 시대, 마라톤 (고대 그리스어: Μαραθών)은 고대 아티카의 북동쪽 조그마한 평야에 자리잡았으며, 이 평야는 마라톤, 프로발린토스, 트리코리토스, 오에노에 등으로 이뤄졌는데, 이 네 곳은 테세우스 시대 이전 분열되어 있던 아티카 12개의 지역 중 하나인 테트라폴리스를 구성하고 있었다. 에렉테우스의 딸과 혼인한 크수토스가 이곳을 다스렸다고 전해지며, 헤라클레이다이는 펠로폰네소스반도에서 쫓겨났을 때 이곳에 피해있었고 에우리스테우스를 이곳에서 격퇴시켰다고 전해진다. 마라톤 사람들은 헤라클레스에 신적 경배를 들인 최초의 그리스 사람들이라 주장하며, 이곳 평야에 헤라클레스의 성소를 두고 있었다. 마라톤은 또한 테세우스 전설을 경배한 이들이기도 했으며, 테세우스는 이곳의 평야를 황폐화하던 흉포한 소를 물리쳤다. 마라톤은 호메로스의 '오디세이아'에서 언급되며, 당시에 이곳이 중요한 곳이었음을 암시한다. 신화 상에서, 마라톤의 이름은 동명의 영웅인 마라톤에서 전래됐는데, 마라톤은 파우사니아스한테 아버지의 잔혹함의 결과로 아티카로 망명을 간, 시키온의 왕 에포페우스의 아들로 묘사된다. 플루타르코스는 에포페우스의 아들 아르카디아인이라 지칭하는데, 아티카로 갈 때 디오스쿠로이 형제와 동행했고, 전투 전에 스스로 죽음을 받아들이기로 결심했다고 전해진다.
테세우스가 아티카의 12 지역을 하나의 나라로 통합시키고 나서, 테트라폴리스라는 이름은 점차 덜 쓰이게 되었고, 테트라폴리스의 네 지역은 아티카의 데모스가 되었다. 마라톤과 트리코리토스, 오에노에 등은 아이안티스 부족에 속했고 프로발린토스는 판디오니스 부족에 속했는데, 마라톤은 다른 세 곳보다 우월한 지위여서 후대까지 테트라폴리스 전체를 지칭하는 데 사용되었다. 따라서 루키아노스는 '오이노에(Oenoë) 주변의 마라톤 지역'이라고 하였다.
기원전 490년에 아테네인들이 페르시아인에 거둔 승리 (마라톤 전투) 때문에 마라톤은 세계사에서 유명세를 얻은 몇 안되는 곳이다. 밀티아데스 (그리스 측 사령관)가 다리우스의 페르시아 병력을 격퇴시키자, 페르시아인들은 마라톤에서 출발해 무방비 상태의 아테네를 약탈하기로 결정했다. 밀티아데스는 그의 호플리테스 전 병력에 두 배의 속도로 아테네로 복귀할 것을 명하였고, 그래서 당시 다리우스 군대는 자신들을 기다리고 있던 그리스 병력을 보게 되었다고 한다.
마라톤이라는 이름이 19세기 유럽에서 긍정적인 의의를 띠었음에도, 한동안 그 명성은 1870년 인근에서 발생한 딜레시 살인 사건으로 인해 흐려졌다.
19세기와 20세기 시작할 무렵 아르바니트인들이 거주하고 있었다.

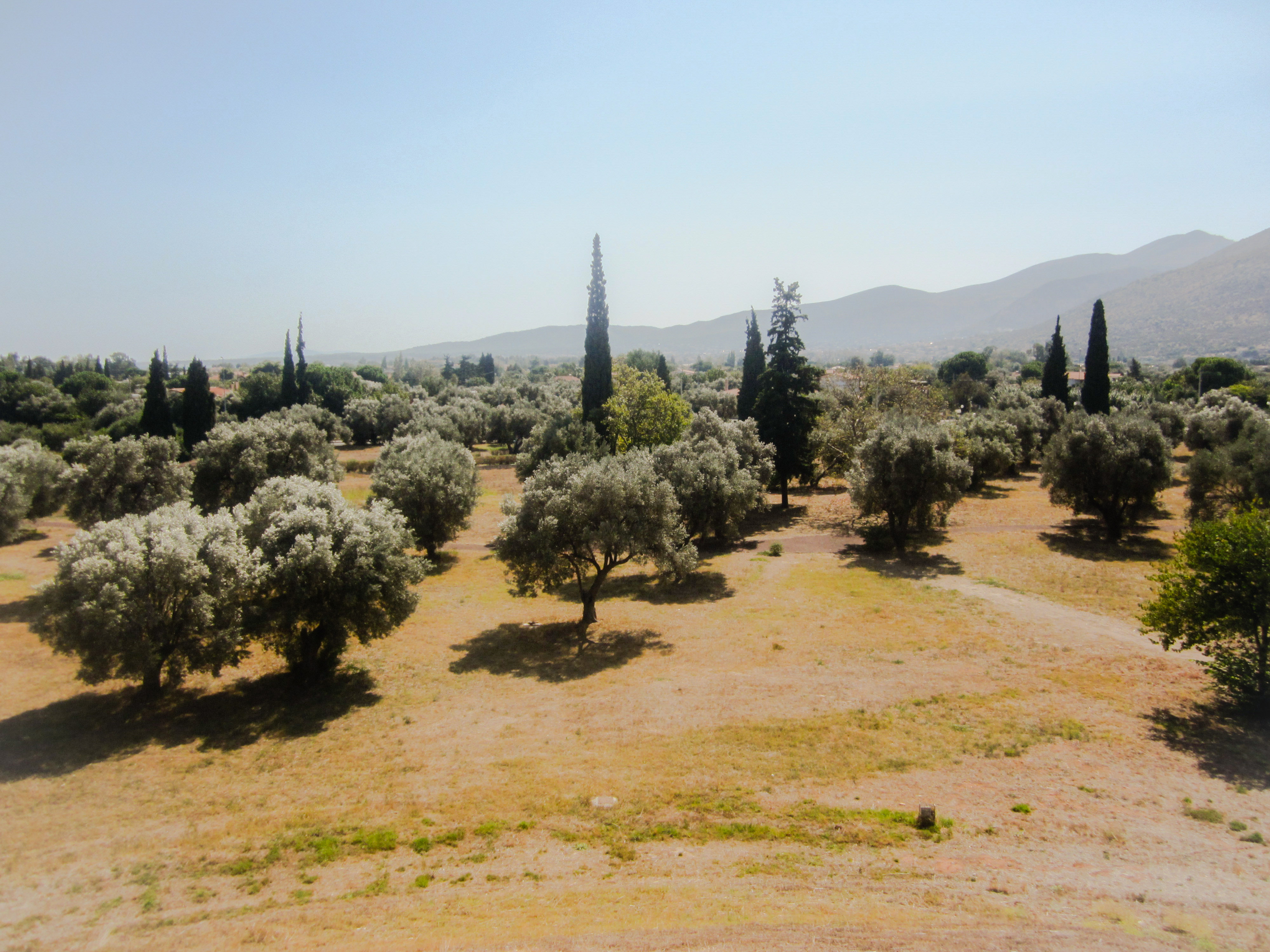
마라톤 평야

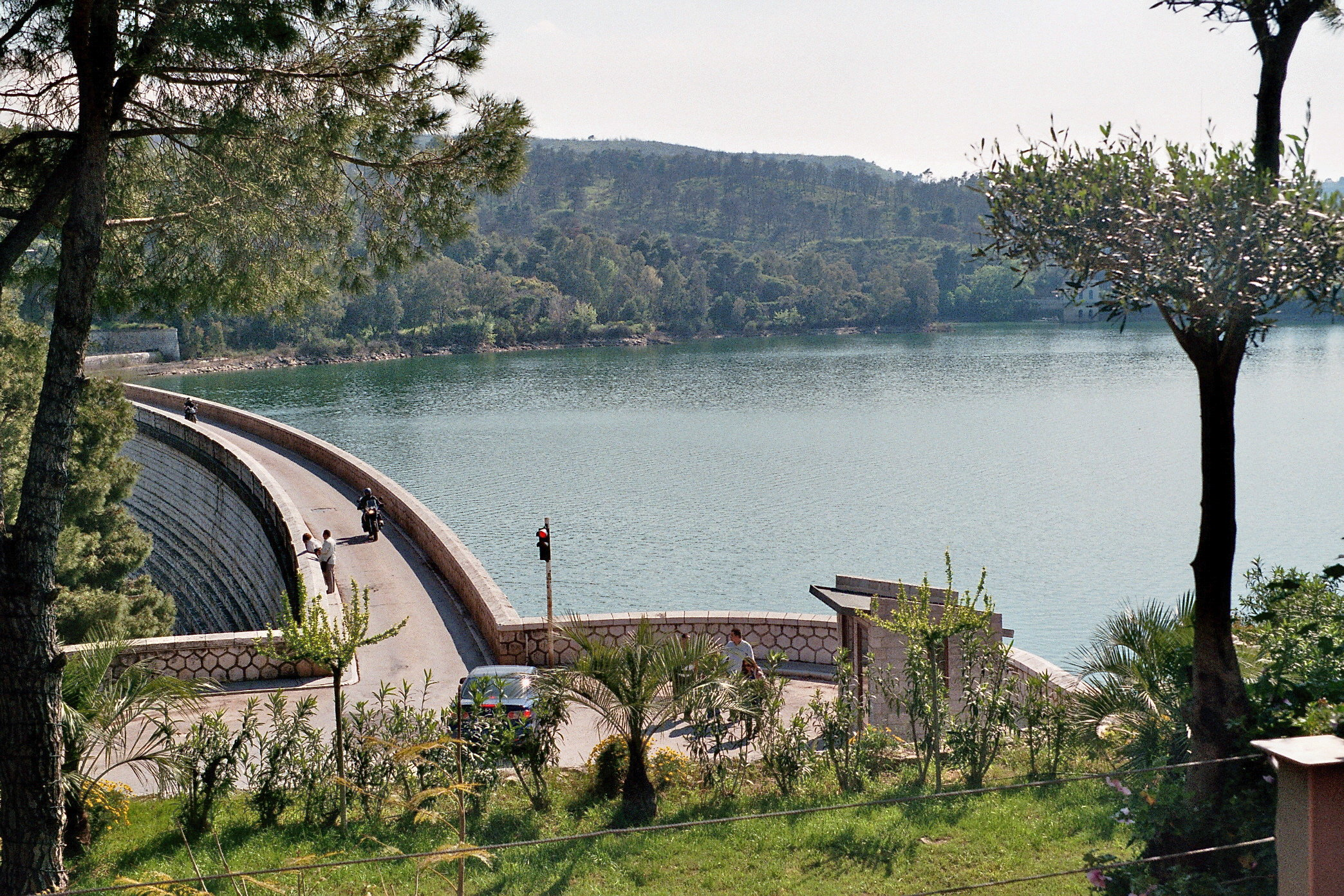
마라톤호 모습

소피스트이자 거물 인사인 헤로데스 아티쿠스가 마라톤에서 태어났다. 1926년에, 미국계 회사 ULEN이 아테네 지역으로 수도 공급을 위해 마라톤 위쪽으로 자리 잡은 계곡에 마라톤 댐 건설에 착수하여 1929년에 완공되었다. 약 10 km2의 산림 지역이 마라톤호를 조성하며 침수되었다.

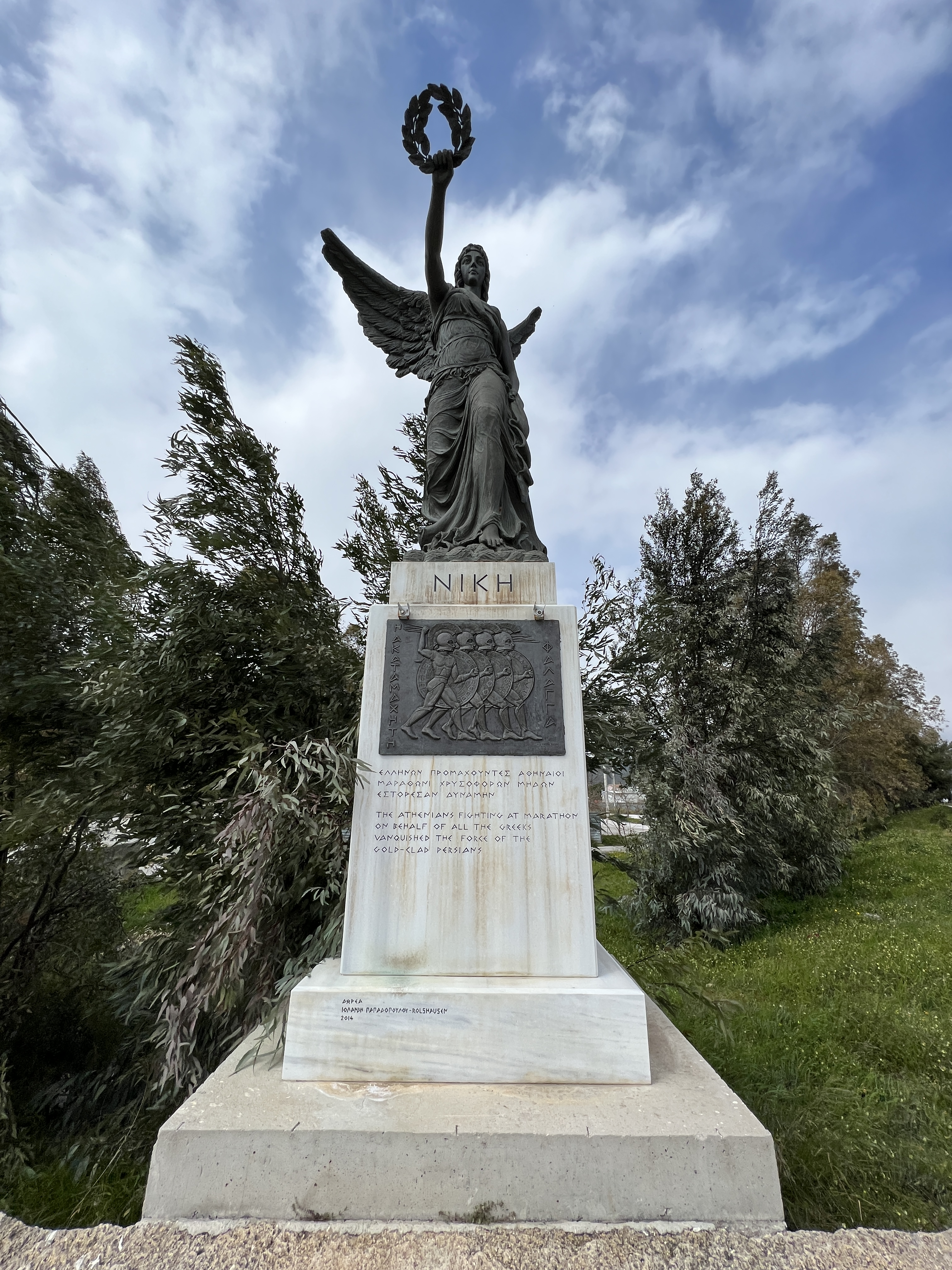
마라톤의 전쟁 기념비.

스키니아스 해안이 마을의 북동쪽에 위치했다. 이 해안은 윈드서핑 명소로 유명하고 2004년 하계 올림픽 때 사용된 스키니아스 올림픽 조정 및 카누 센터도 이곳에 위치했다.
1896년과 2004년 하계 올림픽 당시, 마라톤은 마라톤 경기 (2004년 때는 남녀 모두)의 시작점이었다. 또한 마라톤은 매년 열리는 아테네 마라톤의 시작점이기도 하다.
펜텔리산의 동쪽 비탈 지역이 민둥산이 된 상태인 탓에 돌발 홍수에 취약하며 특히 2006년 산불이 일어나면서 더욱 그러하다.

## 지방자치단체
현재의 마라톤은 다음의 네 지방자치단체를 흡수하면서 2011년 지방 정부 개혁 때 만들어졌다:
- 그라마티코
- 마라톤
- 네아마크리
- 바르나바스

지방자치단체로서 면적은 222.747 km2이고, 행정 단위로서는 97.062 km2이다

## 인구
| 연도 | 도시  | 행정 단위 | 지방자치단체 |
| ---- | ----- | --------- | ------------ |
| 1981 | 4,841 | -         | -            |
| 1991 | 5,453 | 12,979    | -            |
| 2001 | 4,399 | 8,882     | -            |
| 2011 | 7,170 | 12,849    | 33,423       |
| 2021 | 5,260 | 10,063    | 31,331       |

## 자매 도시
- 미국 홉킨턴
- 중국 샤먼시